# Hallencourt
Hallencourt est une commune française située dans le département de la Somme en région Hauts-de-France.
Depuis juillet 2020, la commune fait partie du Parc naturel régional de la Baie de Somme Picardie Maritime.

## Géographie

### Localisation
Hallencourt est un bourg picard du Vimeu.
Limitrophe d'Airaines, le bourg est situé à 9 km au sud-ouest de Longpré-les-Corps-Saints, 9 km au nord-est de Oisemont, 13 km au sud-est d'Abbeville et à 32 km au nord-ouest d'Amiens, à vol d'oiseau.
Le territoire de la commune est limitrophe de ceux de dix communes.
Les communes limitrophes sont  Airaines, Allery, Bailleul, Citerne, Fontaine-sur-Somme, Frucourt, Liercourt, Limeux, Mérélessart et Sorel-en-Vimeu.

### Géologie et relief
La superficie de la commune est de 20,55 km2 ; son altitude varie de 35  à   121 mètres.

### Hydrographie

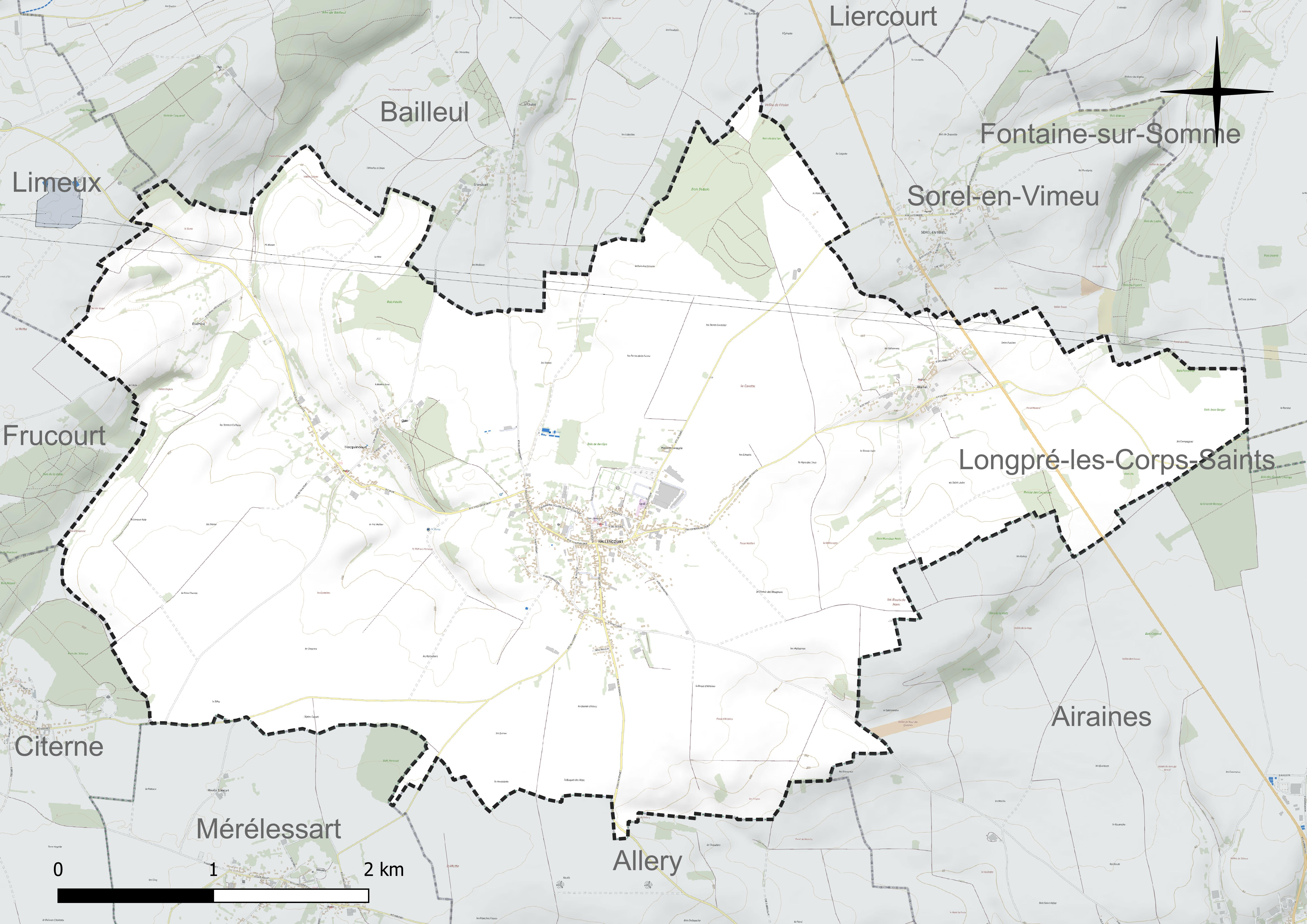
Réseau hydrographique d'Hallencourt.

La commune est située dans le bassin Artois-Picardie. Elle n'est drainée par aucun cours d'eau.

### Climat
Pour des articles plus généraux, voir Climat des Hauts-de-France et Climat de la Somme.
En 2010, le climat de la commune est de type climat océanique altéré, selon une étude du CNRS s'appuyant sur une série de données couvrant la période 1971-2000. En 2020, Météo-France publie une typologie des climats de la France métropolitaine dans laquelle la commune est exposée à un climat océanique et est dans la région climatique Côtes de la Manche orientale, caractérisée par un faible ensoleillement (1 550 h/an) ; forte humidité de l'air (plus de 20 h/jour avec humidité relative > 80 % en hiver), vents forts fréquents.
Pour la période 1971-2000, la température annuelle moyenne est de 10,2 °C, avec une amplitude thermique annuelle de 13,5 °C. Le cumul annuel moyen de précipitations est de 821 mm, avec 12,4 jours de précipitations en janvier et 8,5 jours en juillet. Pour la période 1991-2020, la température moyenne annuelle observée sur la station météorologique la plus proche, située sur la commune d'Oisemont à 9 km à vol d'oiseau, est de 11,1 °C et le cumul annuel moyen de précipitations est de 801,4 mm,. Pour l'avenir, les paramètres climatiques de la commune estimés pour 2050 selon différents scénarios d'émission de gaz à effet de serre sont consultables sur un site dédié publié par Météo-France en novembre 2022.

## Urbanisme

### Typologie
Au 1er janvier 2024, Hallencourt est catégorisée commune rurale à habitat dispersé, selon la nouvelle grille communale de densité à sept niveaux définie par l'Insee en 2022.
Elle est située hors unité urbaine. Par ailleurs la commune fait partie de l'aire d'attraction d'Amiens, dont elle est une commune de la couronne,. Cette aire, qui regroupe 369 communes, est catégorisée dans les aires de 200 000 à moins de 700 000 habitants,.
La commune se trouve dans la zone d'emploi d'Abbeville et dans le bassin de vie d'Airaines.

### Occupation des sols

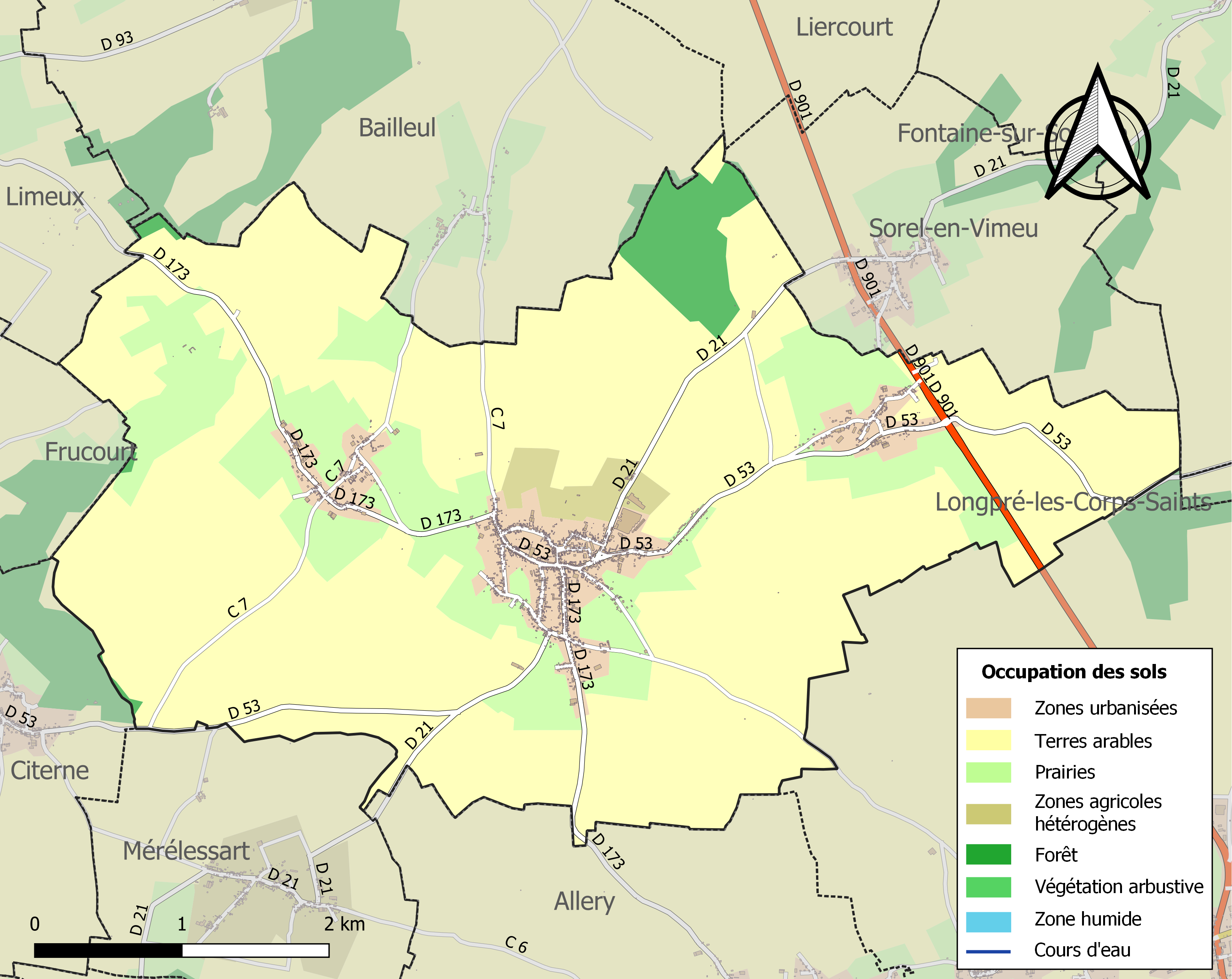
Carte des infrastructures et de l'occupation des sols de la commune en 2018 (CLC).

L'occupation des sols de la commune, telle qu'elle ressort de la base de données européenne d'occupation biophysique des sols Corine Land Cover (CLC), est marquée par l'importance des territoires agricoles (90,2 % en 2018), une proportion identique à celle de 1990 (90,2 %).
La répartition détaillée en 2018 est la suivante : terres arables (71,8 %), prairies (16,8 %), zones urbanisées (6,6 %), forêts (3,2 %), zones agricoles hétérogènes (1,6 %).
L'évolution de l'occupation des sols de la commune et de ses infrastructures peut être observée sur les différentes représentations cartographiques du territoire : la carte de Cassini (XVIIIe siècle), la carte d'état-major (1820-1866) et les cartes ou photos aériennes de l'IGN pour la période actuelle (1950 à aujourd'hui).

### Habitat et logement
En 2021, le nombre total de logements dans la commune était de 693, alors qu'il était de 696 en 2016 et de 666 en 2011.
Parmi ces logements, 82 % étaient des résidences principales, 4,7 % des résidences secondaires et 13,2 % des logements vacants. Ces logements étaient pour 94,2 % d'entre eux des maisons individuelles et pour 4,7 % des appartements.
Le tableau ci-dessous présente la typologie des logements à Hallencourt en 2021 en comparaison avec celle de la Somme et de la France entière. Une caractéristique marquante du parc de logements est ainsi la faible proportion des résidences secondaires et logements occasionnels (4,7 %) par rapport au département (8,4 %) et à la France entière (9,7 %). 
| Typologie                                               | Hallencourt | Somme | France entière |
| ------------------------------------------------------- | ----------- | ----- | -------------- |
| Résidences principales (en %)                           | 82          | 83,1  | 82,2           |
| Résidences secondaires et logements occasionnels (en %) | 4,7         | 8,4   | 9,7            |
| Logements vacants (en %)                                | 13,2        | 8,5   | 8,1            |

### Lieux-dits, hameaux et écarts
Les  anciennes communes d'Hocquincourt et de Wanel ont été fusionnées avec Hallencourt le 1er octobre 1972.

### Voies de communication et transports
La commune  est au située croisement de l'axe nord-sud reliant Fontaine-sur-Somme et Mérélessart par la route départementale RD 21 et de l'axe est-ouest reliant Bettencourt-Rivière  et Frucourt, aisément accessible par l'ancien tracé de la RN 1 (actuelle RD 901) ou l'ancienne RN 336 (actuelle RD 936).
Les autoroutes A16 et  A28 sont situées à faible distance.
En 2020, la  localité est desservie par les lignes d'autocars no 1 (Mers-lès-Bains - Oisemont - Amiens) et no 19 (Abbeville - Airaines) du réseau Trans'80, Hauts-de-France, chaque jour de la semaine sauf le dimanche et les jours fériés. L'intercommunalité organise également un service de transport à la demande rural.

## Toponymie
Le nom de la localité est attesté sous les formes Halencourt en 1121 ; Halencort en 1146 ; Halencurt en 1160 ; Alencurt en 1164 ; Halen-curtis en 1199 ; Halenture en 1202 ; Ellencort en 1205 ; Helencourt et Alencourt en 1261 ; Hallencourt en 1412 ; Halencourt-en-Ponthieu en 1493 ; Halincourt en 1657 ; Haleincourt en 1670 ; Halancourt-en-Ponthieu en 1695 ; Hallancourt en 1720.
Dans les environs, on trouve : Saucourt, Vaudricourt, Woincourt, Béthencourt, Méréaucourt, Biencourt.
Tous ces noms de villages se terminent par -court. Ce sont le plus souvent des hameaux ou de petits villages ; l'appellatif toponymique -court (> français moderne cour) est issu du gallo-roman CŌRTE qui signifie « cour de ferme, ferme ». Cet appellatif est généralement précédé d'un nom de personne germanique. Ces formations toponymiques datent du Moyen Âge. Cette façon de nommer les lieux serait liée à l'apport germanique du VIe siècle,. En effet, les toponymes en -court typiques de l'extrême nord et nord-est de la France sont calqués sur les noms de lieux en -hof, -hov, -hoffen, -hoven « cour de ferme, ferme » des pays de langue germanique (Flandres, Alsace-Lorraine, Pays-Bas, Allemagne), ainsi aux Béthencourt, Bétancourt, etc. correspondent Bettenhof, Bettenhoffen, Bettenhoven, etc.

## Histoire

### Préhistoire
Par la photographie aérienne, l'archéologue Roger Agache a révélé au lieu cadastré « le Bout du Mont » l'emplacement d'ateliers néolithiques d'extraction et de taille du silex. Les ébauches et les pièces achevées qui ont été ainsi trouvées à l'emplacement des puits sont conservées au musée Boucher-de-Perthes d'Abbeville.

### Époque contemporaine
Hallencourt, comme tous les villages des environs, connait une importante activité de tissage qui se terminera en 1954 avec la vente des anciens établissements Deneux.
En 1871, elle dispose d'une machine à vapeur de 25 Ch et, en 1892, de 3 chaudières à vapeur, 6 pareuses et une encolleuse à vapeur. En 1905, 4 chaudières à vapeur sont en activité. En 1871, l'usine emploie 182 salariés (dont 12 de moins de 16 ans). En 1939, l'usine tourne en trois équipes de huit heures avec 72 ouvriers,.
Ses locaux sont repris par une fonderie de laiton sous pression, Favi, venue du Vimeu industriel, et qui s'installe à Hallencourt en 1950. Elle emploie, en 1962, plus de 50 salariés, puis, en 1983, 185 salariés,,. Cette année-là, Jean-François Zobrist prend la direction générale de FAVI, faisant de cette fonderie l’équipementier leader européen sur son marché avec 600 salariés. Elle devient surtout reconnue à l’échelle mondiale pour son management révolutionnaire, fondé sur les principes de l’entreprise libérée,.

## Politique et administration

### Rattachements administratifs et électoraux

#### Rattachements administratifs
La commune se trouve dans l'arrondissement d'Abbeville du département de la Somme.
Elle était depuis 1793 le chef-lieu du canton de Hallencourt. Dans le cadre du redécoupage cantonal de 2014 en France, cette circonscription administrative territoriale a disparu, et le canton n'est plus qu'une circonscription électorale.

#### Rattachements électoraux
Pour les élections départementales, la commune fait partie depuis 2014 du canton de Gamaches.
Pour l'élection des députés, elle fait partie de la troisième circonscription de la Somme.

### Intercommunalité
Hallencourt était le siège de la communauté de communes de la Région d'Hallencourt, un établissement public de coopération intercommunale (EPCI) à fiscalité propre créé fin 1995 et auquel la commune avait transféré un certain nombre de ses compétences, dans les conditions déterminées par le code général des collectivités territoriales.
Dans le cadre des dispositions de la loi portant nouvelle organisation territoriale de la République du 7 août 2015, qui prévoit que les établissements publics de coopération intercommunale (EPCI) à fiscalité propre doivent avoir un minimum de 15 000 habitants, cette intercommunalité a fusionné avec ses voisines pour former, le 1er janvier 2017, la communauté d'agglomération de la Baie de Somme dont est désormais membre la commune.

### Fusion de communes
Les anciennes communes d'Hocquincourt et Wanel fusionnent le 1er octobre 1972 avec la commune d'Hallencourt. Sorel-en-Vimeu n'a alors pas souhaité participer à cette fusion.
Un projet de fusion simple des trois anciennes communes est mis en débat en 2021, afin de simplifier la gestion communale en supprimant les mandats de maires délégués,

### Liste des maires
Les deux communes déléguées disposent chacune d'un maire délégué, soit, pour le mandat 2020-2026 : Corinne Olen à Hocquincourt et Jean Moniez à Wanel.

### Tendances politiques et résultats
| Scrutin              | 1er tour | 1er tour | 1er tour | 1er tour | 1er tour | 1er tour | 1er tour | 1er tour | 1er tour | 1er tour | 1er tour | 1er tour |     | 2e tour | 2e tour | 2e tour | 2e tour | 2e tour | 2e tour | 2e tour | 2e tour | 2e tour |
| Scrutin              | 1er      | 1er      | %        | 2e       | 2e       | %        | 3e       | 3e       | %        | 4e       | 4e       | %        | 1er | 1er     | %       | 2e      | 2e      | %       | 3e      | 3e      | %       |         |
| -------------------- | -------- | -------- | -------- | -------- | -------- | -------- | -------- | -------- | -------- | -------- | -------- | -------- | --- | ------- | ------- | ------- | ------- | ------- | ------- | ------- | ------- | ------- |
| Municipales 2020     |          | PS       | 54,58    |          | SE       | 45,41    |          |          |          |          |          |          |     |         |         |         |         |         |         |         |         |         |
| Départementales 2021 |          | UGE      | 55,76    |          | RN       | 17,16    |          | UCD      | 14,76    |          | DVG      | 9,03     |     | UCD     | 57,14   |         | RN      | 42,86   |         |         |         |         |
| Régionales 2021      |          | UCD      | 42,86    |          | RN       | 26,39    |          | UGE      | 14,29    |          | LREM     | 8,23     |     | UCD     | 50,90   |         | RN      | 31,88   |         | UGE     | 17,22   |         |
| Présidentielle 2022  |          | RN       | 44,05    |          | LREM     | 20,63    |          | LFI      | 12,96    |          | REC      | 5,29     |     | RN      | 62,26   |         | LREM    | 37,74   |         |         |         |         |
| Législatives 2022    |          | RN       | 35,80    |          | LR       | 23,46    |          | LREM     | 15,64    |          | PCF      | 15,43    |     | LR      | 51,43   |         | RN      | 48,57   |         |         |         |         |
| Européennes 2024     |          | RN       | 50,73    |          | RE       | 9,53     |          | LR       | 8,24     |          | PS       | 6,30     |     |         |         |         |         |         |         |         |         |         |
| Législatives 2024    |          | RN       | 55,02    |          | LR       | 23,25    |          | PCF      | 13,76    |          | HOR      | 5,50     |     | RN      | 35,34   |         | LR      | 40,66   |         |         |         |         |

## Équipements et services publics
De nombreux services publics ont quitté la commune dans les années 2010 -2020 : le centre médico-social, le service de protection maternelle et infantile, la trésorerie,…
Afin de maintenir l'attractivité du bourg, la commune  a reconstruit une boulangerie, ce qui a permis de faire revenir un boulanger,.
L'ancienne salle de classe de Wanel a été rénovée en 2018 afin d'accueillir les associations.

### Eau et déchets
Une station d'assainissement datant de 1986 traite les effluents de la commune. Vieillissante, son remplacement est envisagé dans les années 2020-2025.

### Espaces publics
Afin de réduire la pollution lumineuse et de réduire les coûts, l'éclairage public est arrêté en pleine nuit, de 23 h à 4 h du matin.

### Enseignement
En matière d'enseignement primaire, la commune administre une école maternelle et élémentaire située dans l'académie d'Amiens, en zone B pour les vacances scolaires.
En 2021, elle compte environ 200 élèves.

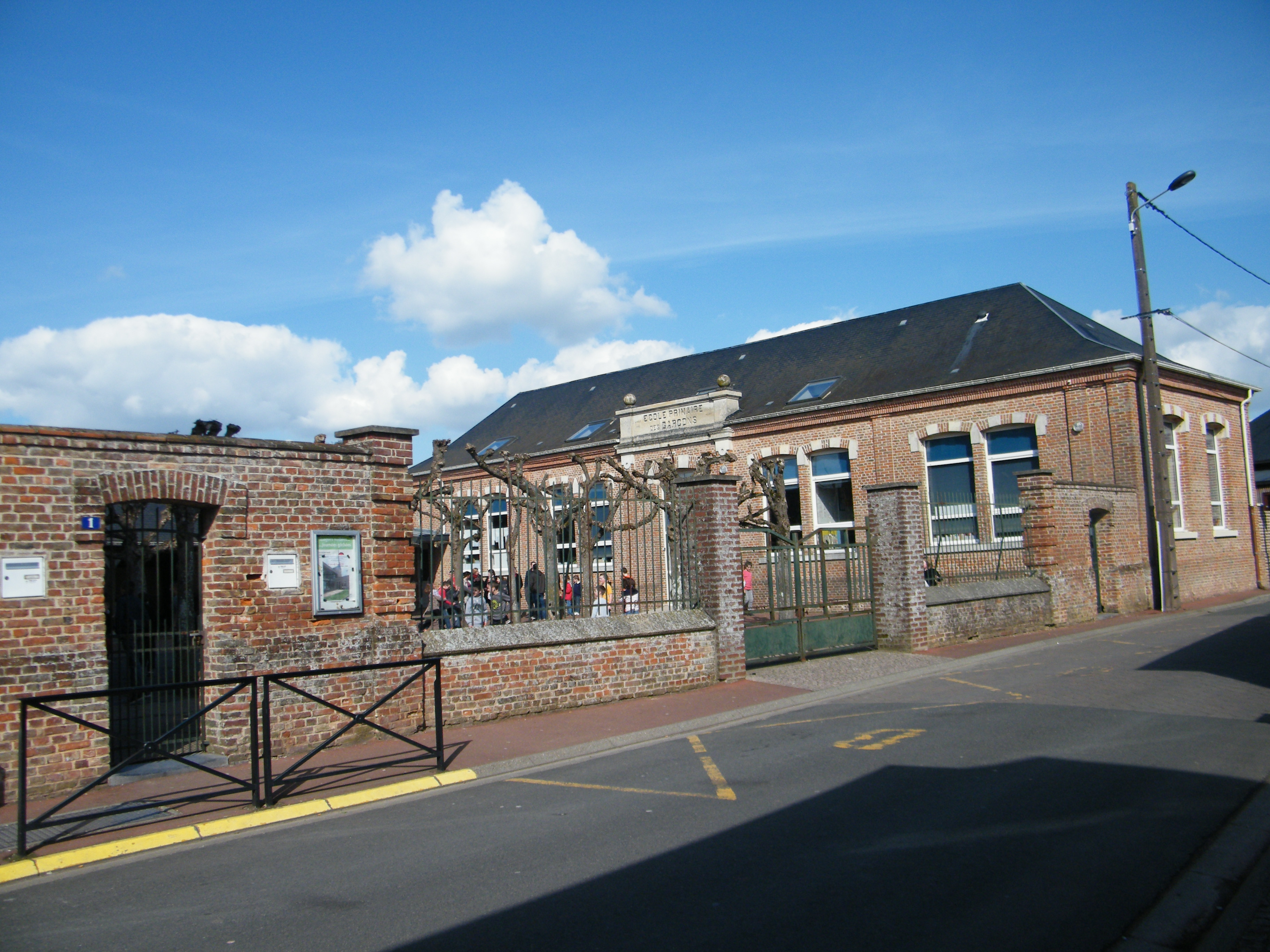
L'école primaire, derrière la mairie.
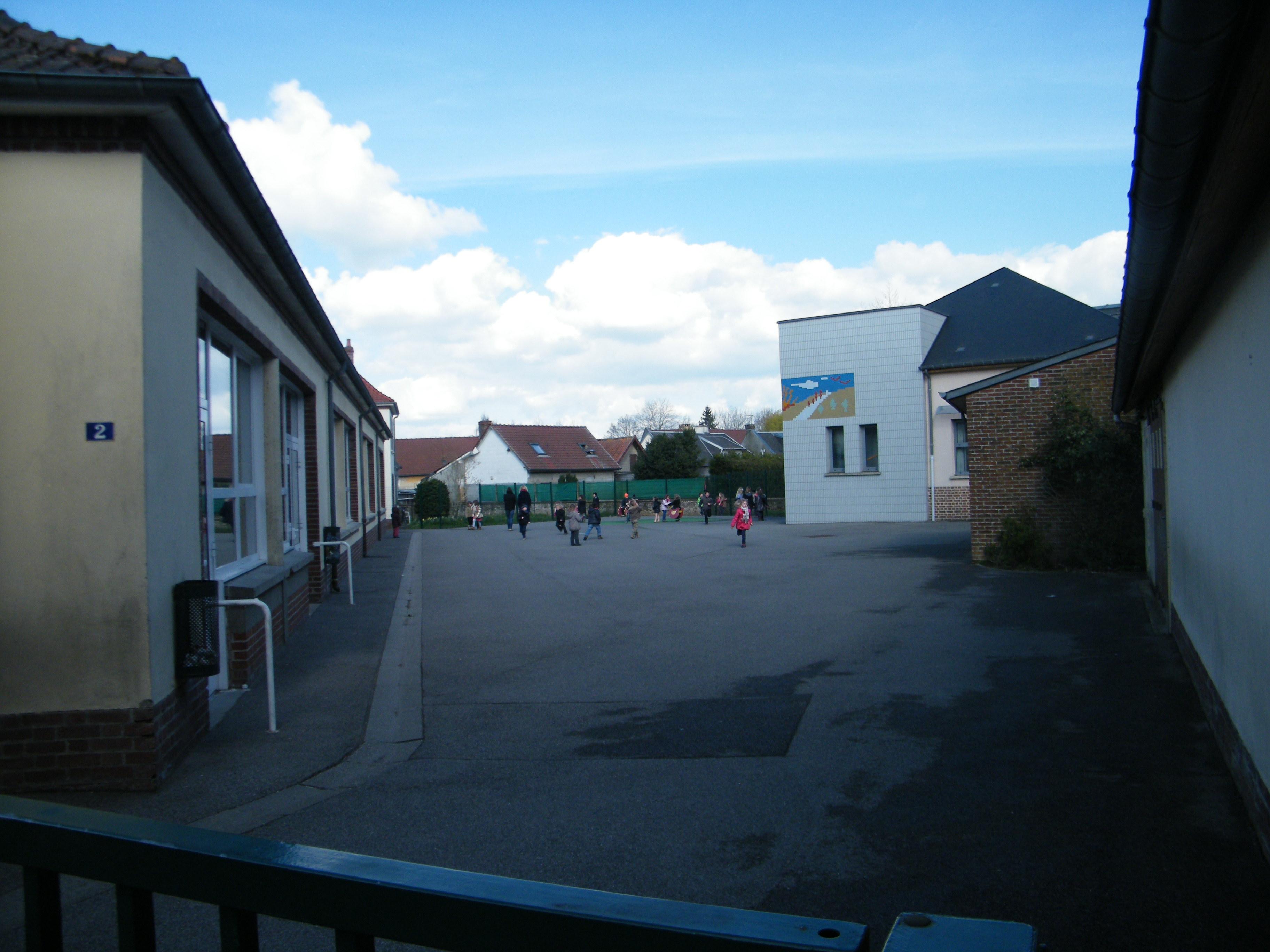
L'école maternelle.

### Équipements sportifs
Hallencourt s'est doté en 2019 d'un gymnase multisports aménagé dans les anciens locaux de l'entreprise Favi puis de l'usine Ergos, liquidée en 2011. Les locaux avaient été rachetés par la commune la même année.

### Postes et télécommunications
La commune dispose d'un bureau de poste, bien que sa transformation en agence postale communale ait été envisagée par La Poste en 2021.

### Santé  et solidarité
En 2021, malgré les efforts de la commune et l'aménagement d'une maison médicale, celle-ci ne dispose plus d'un médecin généraliste. C'est pourquoi une borne médicale gérée par une entreprise privée  et équipée de dispositifs médicaux (stéthoscope, dermatoscope, otoscope)  a été implantée dans la maison de santé, permettant des téléconsultations avec un médecin généraliste,. Afin de parvenir à l'implantation pérenne de médecins, la commune a décidé en 2024 la construction d’un nouveau bâtiment de 400 m² comprennat des bureaux médicaux.
Une pharmacie est présente à Hallencourt en 2021, ainsi qu'un cabinet infirmier.
Une résidence de 16 logements pour personnes âgées en perte d'autonomie est construite pour 2022 ainsi qu'un e résidence en colocation pour personnes âges valides.

### Justice, sécurité, secours et défense
La sécurité des habitants est assurée en 2019 par la communauté de brigades de la Gendarmerie nationale d'Abbeville, Ailly-le-Haut-Clocher et Hallencourt.

## Population et société

### Démographie
L'évolution du nombre d'habitants est connue à travers les recensements de la population effectués dans la commune depuis 1793. Pour les communes de moins de 10 000 habitants, une enquête de recensement portant sur toute la population est réalisée tous les cinq ans, les populations de référence des années intermédiaires étant quant à elles estimées par interpolation ou extrapolation. Pour la commune, le premier recensement exhaustif entrant dans le cadre du nouveau dispositif a été réalisé en 2008.

En 2022, la commune comptait 1 318 habitants, en évolution de −1,86 % par rapport à 2016 (Somme : −1,26 %, France hors Mayotte : +2,11 %).
| 1793  | 1800  | 1806  | 1821  | 1831  | 1836  | 1841  | 1846  | 1851  |
| ----- | ----- | ----- | ----- | ----- | ----- | ----- | ----- | ----- |
| 1 235 | 1 253 | 1 278 | 1 544 | 1 624 | 1 639 | 1 739 | 1 862 | 1 893 |

| 1856  | 1861  | 1866  | 1872  | 1876  | 1881  | 1886  | 1891  | 1896  |
| ----- | ----- | ----- | ----- | ----- | ----- | ----- | ----- | ----- |
| 1 892 | 1 914 | 1 988 | 1 986 | 1 981 | 1 956 | 1 950 | 2 080 | 1 997 |

| 1901  | 1906  | 1911  | 1921  | 1926  | 1931  | 1936  | 1946  | 1954  |
| ----- | ----- | ----- | ----- | ----- | ----- | ----- | ----- | ----- |
| 1 962 | 1 859 | 1 862 | 1 505 | 1 422 | 1 382 | 1 289 | 1 233 | 1 188 |

| 1962  | 1968  | 1975  | 1982  | 1990  | 1999  | 2006  | 2008  | 2013  |
| ----- | ----- | ----- | ----- | ----- | ----- | ----- | ----- | ----- |
| 1 120 | 1 120 | 1 370 | 1 407 | 1 374 | 1 348 | 1 382 | 1 392 | 1 374 |

| 2018  | 2022  | - | - | - | - | - | - | - |
| ----- | ----- | - | - | - | - | - | - | - |
| 1 306 | 1 318 | - | - | - | - | - | - | - |

### Manifestations culturelles et festivités
La fanfare locale effectue ses sorties avec le renfort des formations de Beaucamps-le-Vieux et Liomer.

## Culture locale et patrimoine

### Lieux et monuments
La commune a été constituée par la fusion en 1972  d'Hocquincourt et de Wanel avec l'ancienne commune d'Hallencourt. De ce fait, Hallencourt dispose notamment de trois églises et trois cimetières,
- Par l'archéologie aérienne, Roger Agache a révélé au lieu cadastré « le Bout du Mont » l'emplacement d'ateliers néolithiques d'extraction et de taille des silex. Les ébauches et les pièces achevées qui ont été ainsi trouvées à l'emplacement des puits sont conservées au musée Boucher-de-Perthes d'Abbeville[66].
- Église Saint-Firmin d'Hocquincourt  Classée MH (1942)[67] des XVe et XVIe siècles. Ses clefs pendantes des voûtes d'ogives figurent parmi les plus remarquables du Vimeu[68], et l'on note également une statue en bois de sainte Catherine datant de la construction de l'église[64].

- Église Saint-Fuscien de Wanel.
- Église Saint-Denis d'Hallencourt, du XVe siècle. Elle contient un haut-relief du XVe siècle représentant le Christ en croix avec quatre saints ou évêques, découvert à la suite de la suppression du retable d'autel qui le cachait[69],[70].
- Ancien bâtiment industriel de la fin du XIXe siècle (usine de tissage), 44, rue de la République, restructuré et aménagé en 2019 pour accueillir un gymnase, un cabinet d'infirmier[56] et une boulangerie[71],[23],[50].

- Château de Beauvoir (chambres d'hôtes) et son parc du XVIIIe siècle[72].
- Monument aux morts[73].

- Villa d'architecte Marguerite[74]
- Chapelle, route de Sorel. Elle a été construite sur l'emplacement d'une autre, ruinée. Édifiée en 1895, rénovée en 1992, son intérieur représente la grotte de Lourdes[75].
- Chapelle Sainte-Marguerite, route de Moyenneville. Chapelle privée, elle a été restaurée vers 1980[75].
- Chapelle funéraire d'Hocquincourt. C'est le seul témoin de l'ancien cimetière, hébergeant les défunts de la famille Hecquet de Beaufort[75].

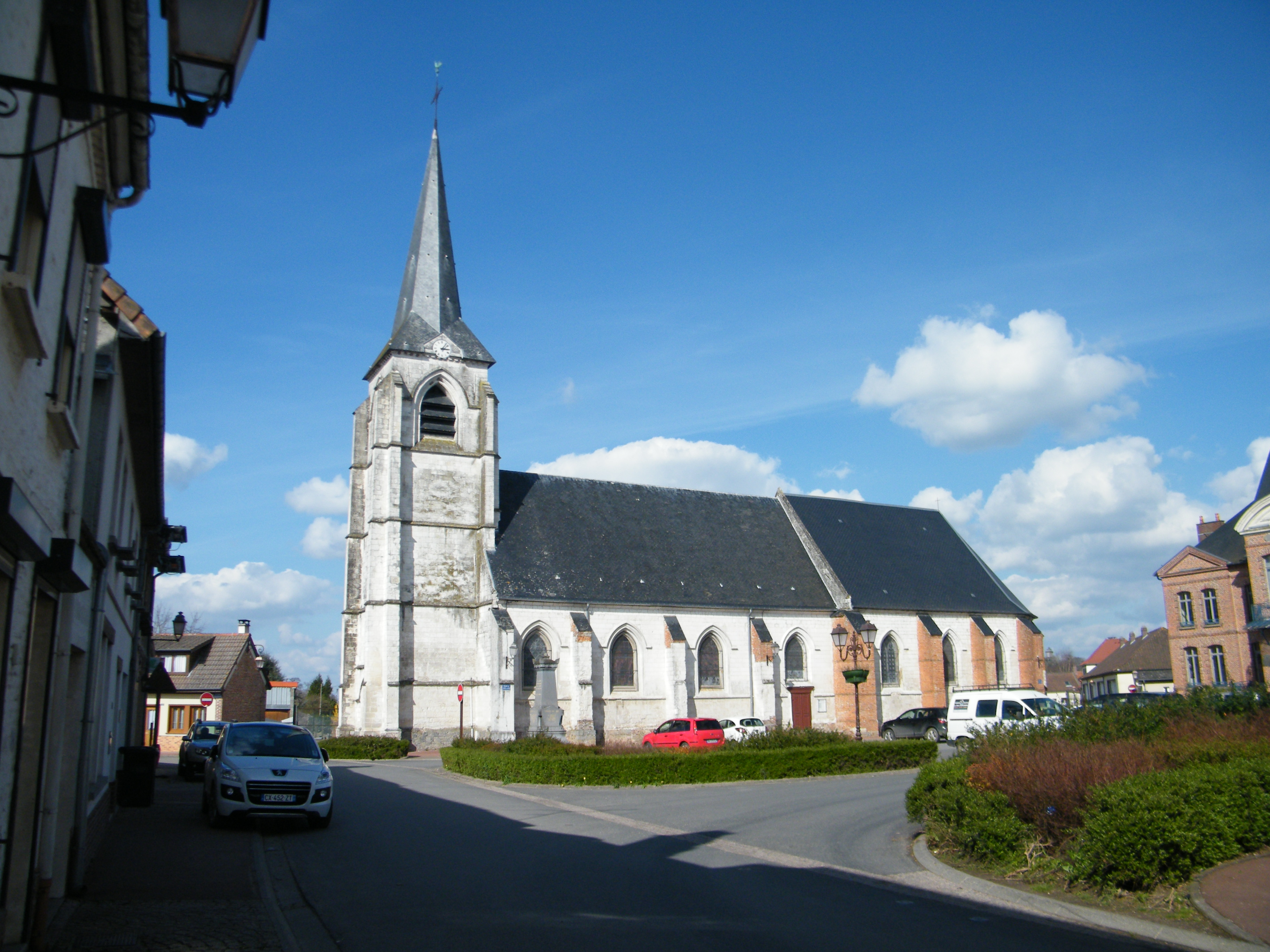
L'église Saint-Denis, côté sud.
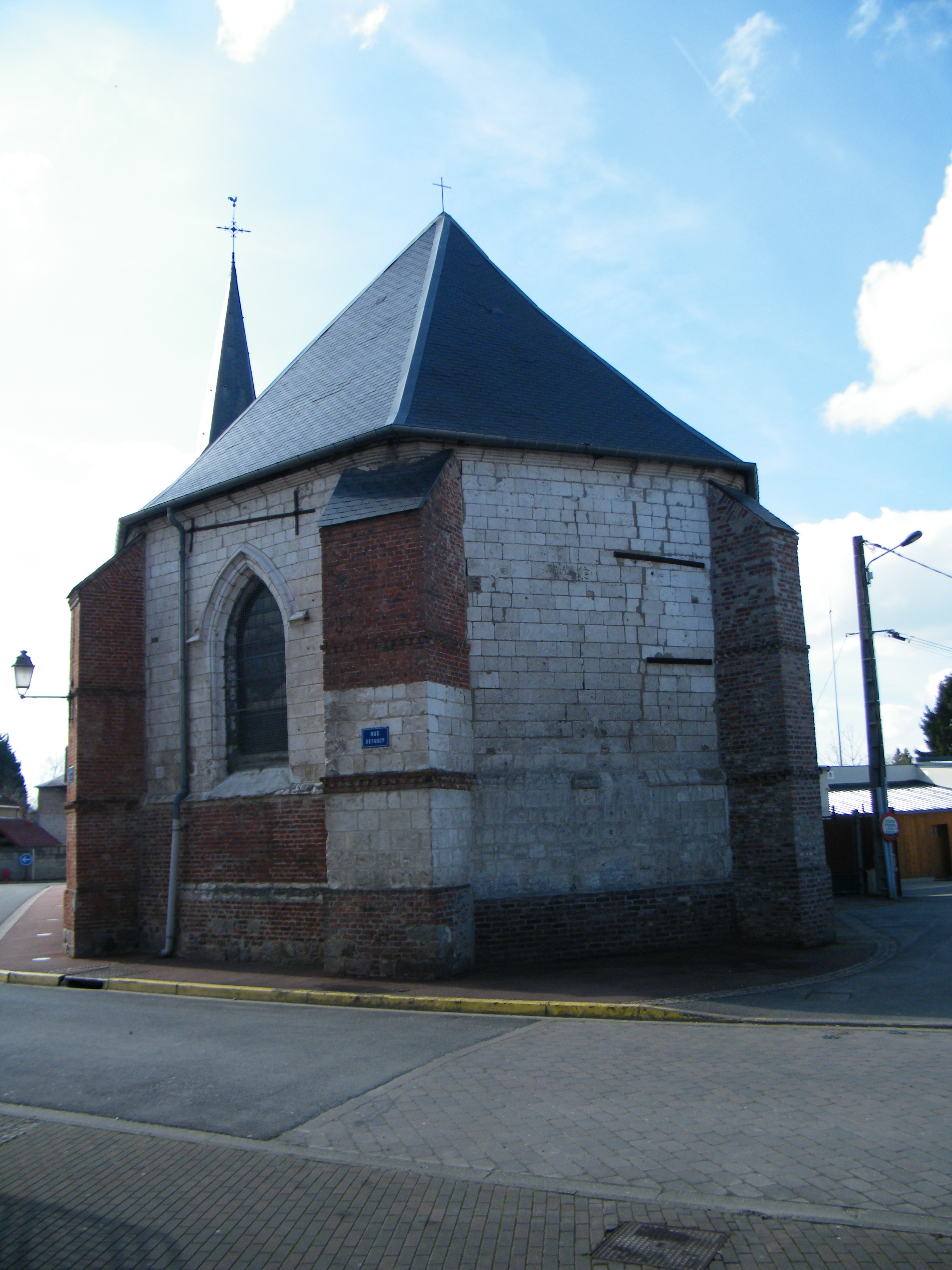
Le chevet de l'église.
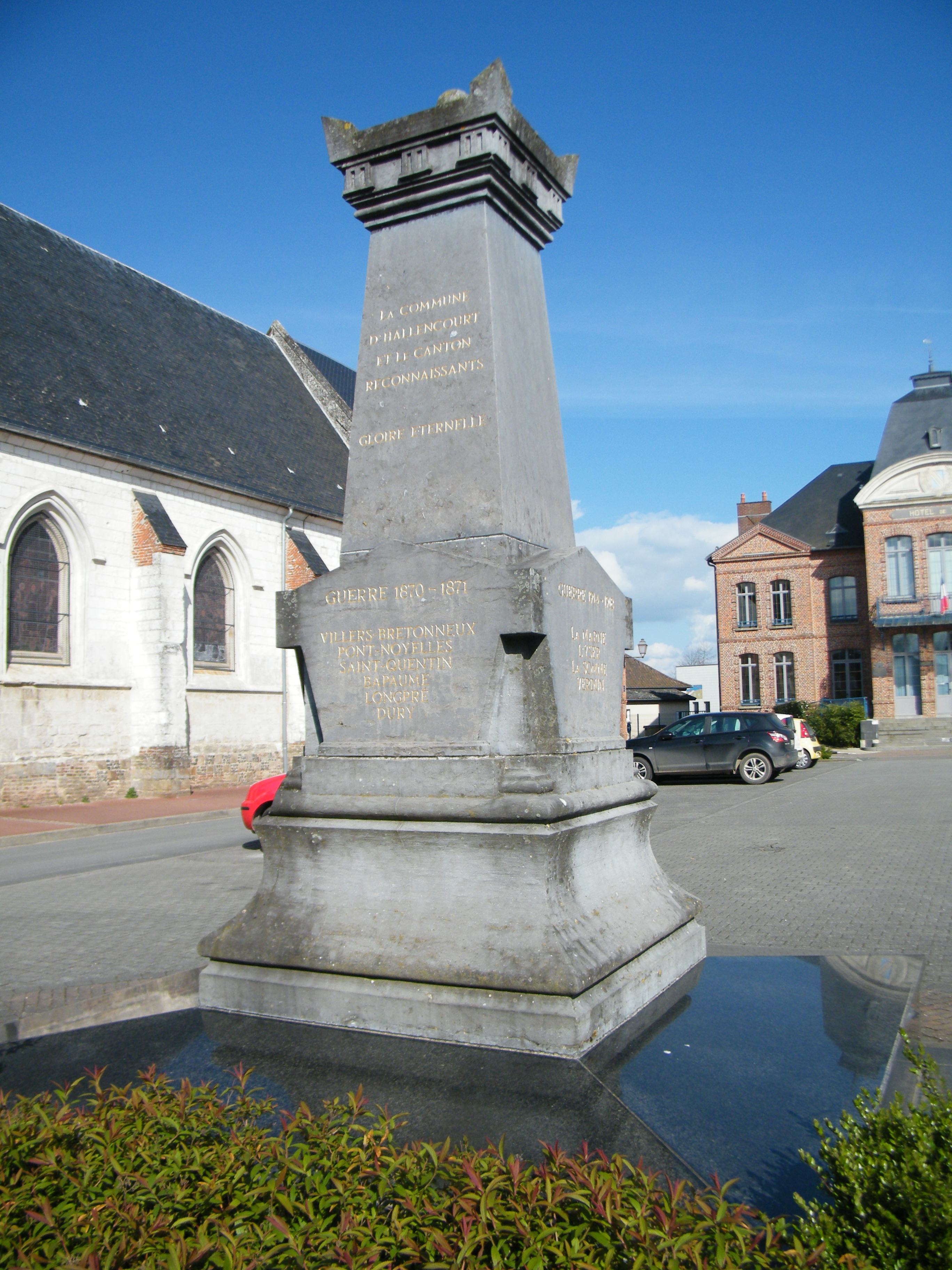
Le monument aux morts.
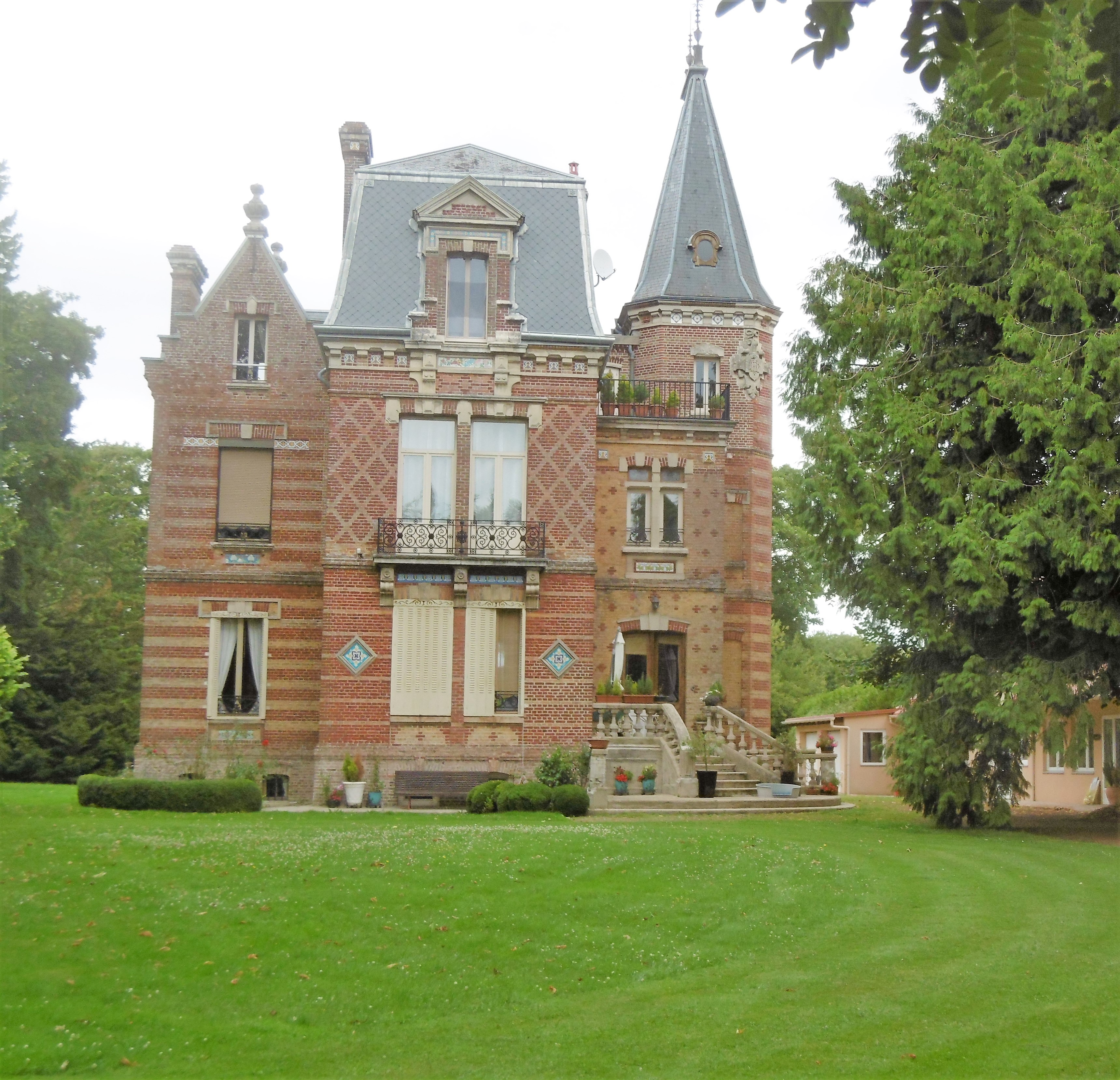
La villa Marguerite de l'architecte Évrard Lesueur.

### Personnalités liées à la commune
- Charles de Monchy d'Hocquincourt (1599-1658), officier des règnes de Louis XIII et de Louis XIV, maréchal de France en 1651, seigneur du lieu.
- Edmond Cavillon (1875-1957), maire d'Hallencourt de 1913 à 1919, sénateur de la Somme.
- Henri Monier (1901-1959), dessinateur né à Hallencourt. Il a collaboré au Canard enchaîné et a ainsi côtoyé en confrère Bécan, Paul Bour, André Foy, Raoul Guérin, Henri Guilac, Jean Oberlé… Il a publié un livre de souvenirs intitulé À bâton rompu (éditions Pierre Horay, 1954).
- Jean-Marie Rückebusch (1916-1984) peintre aquarelliste français, y est mort.
- Roman Opałka (1931-2011), peintre franco-polonais majeur de l’art conceptuel, y est né
- Édouard Louis (1992-), écrivain. Il brosse un portrait d'Hallencourt et de sa population dans son roman En finir avec Eddy Bellegueule[76],[77],[78].

- Tash Aw (1971-), romancier malaisien, y est souvent venu pour écrire[79].

- Plaques commémoratives de bienfaiteurs de la commune

"Plaques
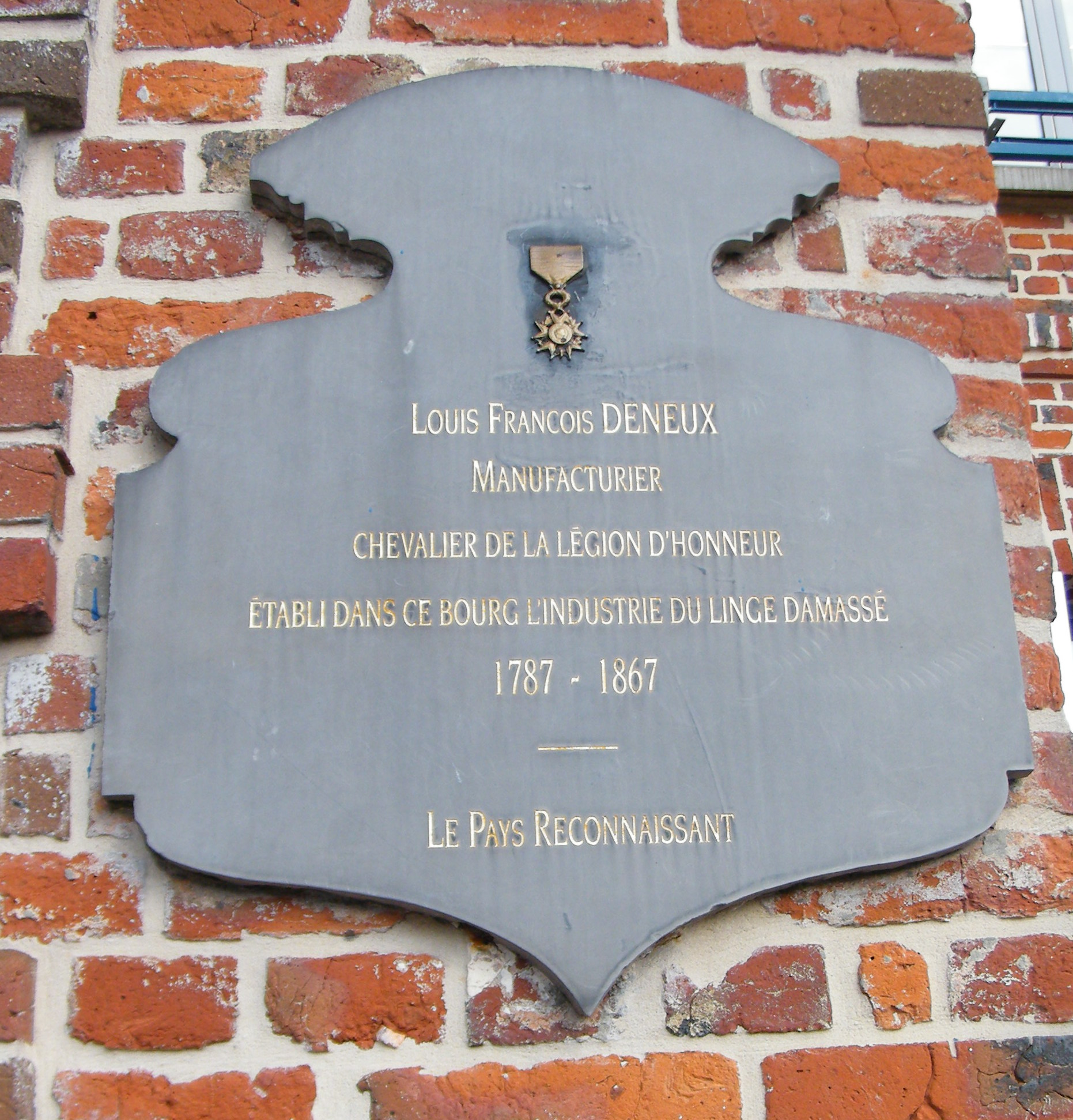
Louis François Deneux (1787-1867)
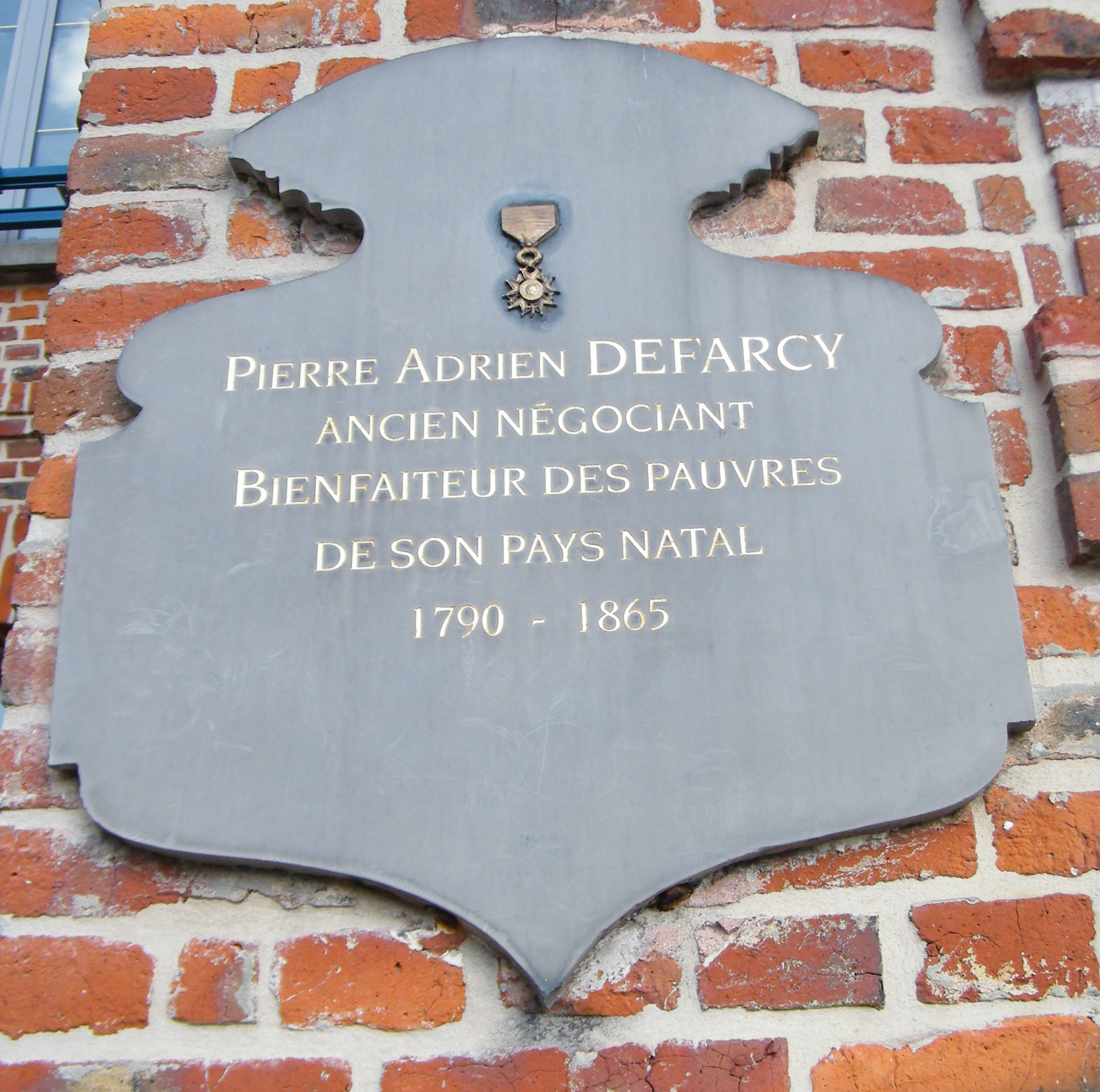
Adrien Defarcy (1790-1865)
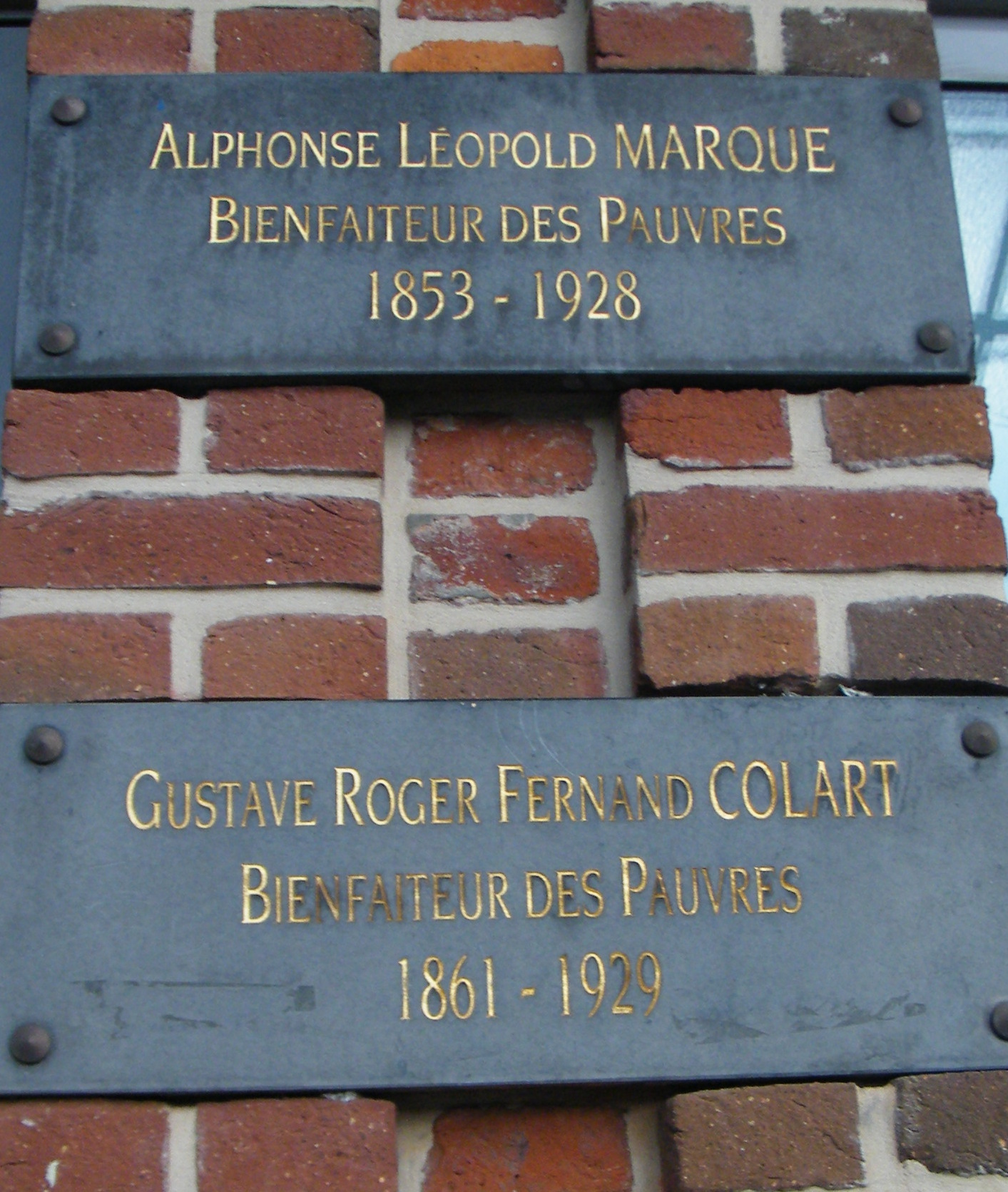
Alphonse Léopold Marque (1853-1923) Gustave Roger Fernand Colart (1861-1929)

### Héraldique
| Blason de Hallencourt | Blason  | D'argent à la bande de sable, accostée de deux filets du même : au chef d'azur chargé de 3 bandes d'or, à la bordure de gueules.                                                                                      |
| Blason de Hallencourt | Détails | Ces armes ont été reprises de celles des anciens seigneurs locaux. Le chef de Ponthieu a été ajouté dans les années 1960 et les cotices ont été réduite à des filets Le statut officiel du blason reste à déterminer. |